# Maks Simončič
Maks Simončič, slovenski libretist, pevec, pisatelj in pesnik, * 7. oktober 1887, Gradec, † 5. december 1966, Ljubljana.

## Življenje
Med prvo svetovno vojno je bil na fronti ter bolnišnicah, nato še v ruskem ujetništvu (vojne dogodke je popisal v delu Galicija leta 1914). Po vrnitvi v Ljubljano je bil sprva arhivar, nato član opernega zbora v ljubljanski Operi. Nastopil je tudi v manjših opernih vlogah. 
Zložil je kar nekaj libretov za operete, ki so jih med obema vojnama komponirali Pavel Šivic (Oj, ta prešmentana ljubezen), Janko Gregorc (Erika), Alojzij Mav (Angel z avtom) in Josef Raha (Vse za ljubezen). Neuglasbljeni sta ostala libreti Manever in Od Bleda do Skoplja.
Ustvaril je nekaj dramskih besedil (enodejanke Dva nasprotna značaja, Jaz bi te že rada imela in Neustrašenci, trodejanko Zmešnjava nad zmešnjavo ...).
Pisal je pesmi, zlasti za mladino (Mali veseljak in Ciciban).
Ukvarjal se je tudi z notografijo. Tako je notografiral Fantazijo za violino in klavir Matije Bravničarja in Ilovo Goro Marjana Kozine. 
Z Antoninom Balatko je leta 1929 sestavil Pesmarico moških zborov.